# Yekaterina Kim
Yekaterina Kim –en ruso, Екатерина Ким– es una deportista rusa que compitió en taekwondo. Ganó una medalla de plata en el Campeonato Europeo de Taekwondo de 2014, en la categoría de –53 kg.

## Palmarés internacional
| Campeonato Europeo | Campeonato Europeo | Campeonato Europeo | Campeonato Europeo |
| Año                | Lugar              | Medalla            | Categoría          |
| ------------------ | ------------------ | ------------------ | ------------------ |
| 2014               | Bakú (Azerbaiyán)  | Medalla de plata   | –53 kg             |